# Major League Baseball All-Century Team
Das Major League Baseball All-Century Team ist ein im Jahre 1999 von Fans gewähltes All-Star Team der Major League Baseball, in dem die besten Spieler des 20. Jahrhunderts gekürt wurden.
Aus einer Auswahl von 200 Spielern, die zuvor von Experten vorselektiert wurden, konnte für jede Position ein Spieler favorisiert werden. Die besten zwei Spieler jeder Position kamen ins Team. Ausnahmen waren die Outfielder (die besten Neun) und Pitcher (die besten Sechs).

## Spieler des All-Century Teams
| Spieler           | Position       | Stimmen   |
| ----------------- | -------------- | --------- |
| Nolan Ryan        | Pitcher        | 992.040   |
| Sandy Koufax      | Pitcher        | 970.434   |
| Cy Young          | Pitcher        | 867.523   |
| Roger Clemens     | Pitcher        | 601.244   |
| Bob Gibson        | Pitcher        | 582.031   |
| Walter Johnson    | Pitcher        | 479.279   |
| Warren Spahn      | Pitcher        | 337.215   |
| Christy Mathewson | Pitcher        | 249.747   |
| Lefty Grove       | Pitcher        | 142.169   |
| Johnny Bench      | Catcher        | 1.010.403 |
| Yogi Berra        | Catcher        | 704.208   |
| Lou Gehrig        | First Baseman  | 1.207.992 |
| Mark McGwire      | First Baseman  | 517.181   |
| Jackie Robinson   | Second Baseman | 788.116   |
| Rogers Hornsby    | Second Baseman | 630.761   |
| Mike Schmidt      | Third Baseman  | 855.654   |
| Brooks Robinson   | Third Baseman  | 761.700   |
| Cal Ripken Jr.    | Shortstop      | 669.033   |
| Ernie Banks       | Shortstop      | 598.168   |
| Honus Wagner      | Shortstop      | 526.740   |
| Babe Ruth         | Outfielder     | 1.158.044 |
| Hank Aaron        | Outfielder     | 1.156.782 |
| Ted Williams      | Outfielder     | 1.125.583 |
| Willie Mays       | Outfielder     | 1.115.896 |
| Joe DiMaggio      | Outfielder     | 1.054.423 |
| Mickey Mantle     | Outfielder     | 988.168   |
| Ty Cobb           | Outfielder     | 777.056   |
| Ken Griffey, Jr.  | Outfielder     | 645.389   |
| Pete Rose         | Outfielder     | 629.742   |
| Stan Musial       | Outfielder     | 571.279   |

Die mit gelb unterlegten Spieler sind zudem Mitglieder der Baseball Hall of Fame.